# 山下昂大
山下 昂大（やました こうた、1990年1月26日 - ）は、日本のラグビー選手。

## プロフィール
- 福岡県出身[1]。
- ポジションはフランカー(FL)。
- 身長 180cm、体重 95kg
- ニックネームは「こうた」。
- U20日本代表に選ばれたことがある。

## 略歴
7歳からラグビーを帆柱ヤングラガーズで始めた。
2008年、東福岡高校卒業後、早稲田大学に入学した。なお東福岡高校時代、高校日本代表に選ばれ、第31回高校東西対抗試合に西軍として出場した。　
2011年、早稲田大学ラグビー蹴球部主将に就任した。
2012年、早稲田大学卒業後、コカ・コーラレッドスパークスに加入。同年9月28日に行われたジャパンラグビートップリーグ第4節のヤマハ発動機ジュビロ戦に先発出場で公式戦初出場を果たした。
2015年、コカ・コーラレッドスパークスの主将に就任した。
2020年、コカ・コーラレッドスパークスを退団。
2021年4月、早稲田佐賀高校にラグビー部が創設され、監督として招聘。